# Пило
Пило е общото наименование на яйцата, ларвите и какавидите в пчелните килийки. По количеството и качеството на пилото се съди за плодовитостта на пчелната майка.
Пилото бива незапечатано и запечатано. Незапечатаното пило представлява яйцата и ларвите за пчели работнички и търтеи, преди запечатване на килийките, в които се намират.
Запечатаното пило са запечатани възрастни ларви, предкакавиди и какавиди.
В края на зимата пилото е в ограничено количество и е разположено в центъра на питите. По-късно то заема по-голяма площ.
Пилото е основен белег, по който се съди за развитието на пчелното семейство. Ако е разположено на голяма площ и не е прошарено (майката-пчела да не е пропуснала килийки при снасянето на яйцата), от това следва, че семейството е с млада добре развита майка. Носливостта на майката се определя по броя на снесените яйца в денонощие чрез измерване на площта на запечатаното пило. Освен това, много от болестите по пчелите се „настаняват“ именно в пилото.

## Болести по пилото
- Аспергилоза, т.нар. Каменно пило – Микотично заболяване, причинено от гъбички от род Aspergillus.[1]
- Аскосфреоза, т.нар. Варовито пило – Микотично заболяване, причинено от гъбичката Ascosphaera apis.[2]